# 女超人蕾拉
《女超人蕾拉》是一款由dB-SOFT制作和发行的动作类游戏。 本游戏于1986年12月20日在日本地区FC游戏机发行。
17岁的少女蕾拉需要去营救她的同伴和朋友Iris。她被恶魔博士Manitoka所诱拐。
本游戏原计划在9月上市，游戏被标注为第二款女性英雄角色的FC游戏。紧接着《女武士大冒险 时之钥传说》。（《银河战士》的主角萨姆斯此时的性别是个秘密）《周刊Fami通》的四名游戏评论者给与本游戏26/40的分数（5、7、7、7）。《Marukatsu FC》的三名游戏评论者给与本游戏11/15的分数（4、4、3）。